# 羊喜窩
羊喜窩，是臺灣新竹縣湖口鄉的一個傳統地域名稱，位於該區東南部。相較於今日行政區，其範圍大致為湖口村東南部。
本地區全境位於新豐溪支流波羅汶溪上游流域範圍內。

## 歷史
台灣清治末期至日殖民初期，羊喜窩地區為一街庄，稱為「羊喜窩庄」，隸屬於竹北二堡。該庄西北及東北西段與大湖口庄為鄰，東北東段與北窩庄為鄰，東南邊為照門庄、大坪庄、大平窩庄，西南邊為糞箕窩庄。
1901年（日治明治三十四年）11月，全台廢縣廳改設二十廳，該庄隸屬於新竹廳。1909年（明治四十二年）10月，合併二十廳為十二廳，該庄隸屬不變。1920年（大正九年），廢十二廳改設五州二廳，該庄改制為「羊喜窩」大字，隸屬於新竹州新竹郡湖口庄。
戰後湖口庄改制為湖口鄉，隸屬於新竹縣，大字亦改制為村。1950年桃、竹、苗分治，湖口鄉隸屬不變。

## 聚落
本地區發展較早的聚落為羊喜窩，在日治期初期的官方地圖上已有記載，此外尚有羊喜窩尾聚落。

## 交通
國道1號又稱「中山高速公路」，是台灣西部兩條縱向高速公路之一，大致以東北—西南走向蜿蜒經過羊喜窩地區西北端邊界地帶。境內未設交流道，東側最近的是位於楊梅市區東邊省道台1線交會處的楊梅交流道，西側最近的是波羅汶山南邊的湖口交流道，由此等進入可快速前往台灣西部各地。
省道台1線又稱「縱貫公路」，是台北至屏東楓港的傳統幹道，大致與國道1號平行並位於其西北側經過本地區西北端邊界外不遠處，向東北可前往楊梅、平鎮、中壢等地，向西南可前往舊湖口、新豐（山崎）、竹北、新竹等地。
鄉道竹12線（祥喜路）是中北勢至南窩尾的道路，也是本地區內部通往省道台1線的主要連絡道路，大致以西北—東南走向蜿蜒穿越本地區，向西北可前往四角亭，先轉向東與省道台1線共線一小段路後，再轉向西北以前往中北勢並止於縣道117號路口，向東南可前往南勢並止於鄉道竹11-1線路口。
鄉道竹13-1線（湖新路）是舊湖口至太平窩的道路，大致以西北—東南走向蜿蜒經過本地區西南部邊界地帶，向西可前往舊湖口並止於聚落西南側國道1號高架橋下，向東南可前往太平窩尾並止於鄉道竹13線路口。